# Mikis Theodorakis
Mikis Theodorakis, gr. Μίκης Θεοδωράκης (ur. 29 lipca 1925 na wyspie Chios, zm. 2 września 2021 w Atenach) – grecki kompozytor, polityk i działacz na rzecz ochrony praw człowieka i pokoju, jeden z najważniejszych i najbardziej znanych greckich kompozytorów XX wieku.
Sławę przyniosło mu m.in. skomponowanie muzyki do filmu Michalisa Kakojanisa pt. Grek Zorba (1964). Był członkiem greckiego parlamentu, komunistą, ministrem bez teki w prawicowym rządzie Konstantinosa Mitsotakisa. Był założycielem wielu organizacji zajmujących się problematyką praw człowieka. Był laureatem wielu nagród za osiągnięcia na polu muzycznym i politycznym, w 2000 roku był nominowany do Pokojowej Nagrody Nobla.

## Życiorys

### Pochodzenie
Jego matka – Aspasia Poulaki pochodziła z Azji Mniejszej, skąd dostała się do Grecji wraz z 1,5 milionową falą uchodźców w 1922. Na wyspie Chios, gdzie osiedliła się rodzina jej matki, spotkała swojego przyszłego męża – Jorgosa Theodorakisa, pochodzącego z miejscowości Galatas na Krecie, aktywnego zwolennika Elefteriosa Wenizelosa. Polityczne zaangażowanie ojca było później przyczyną licznych podróży oraz wielokrotnych zmian miejsc zamieszkania. Rodzina Theodorakisów zamieszkała najpierw w Siros (1928), rok później w Atenach, a w 1929 w mieście Janina.

### Wczesne lata młodości
Po wcześniejszych przeprowadzkach Theodrakisowie osiedlili się na dłużej w miasteczku Argostoli na wyspie Kefalonia w 1933. Młody Mikis uczęszczał tutaj do szkoły, dzięki rodzicom i dziadkom poznawał też pierwsze religijne hymny bizantyjskie oraz piosenki ludowe. Theodorakis zafascynował się muzyką już we wczesnym dzieciństwie, samodzielnie nauczywszy się pisać piosenki, nie mając dostępu do instrumentów muzycznych. Pierwsze lekcje muzyki w klasie skrzypiec oraz lekcje muzyki chóralnej pobierał w Patras i Pirgos po kolejnych przeprowadzkach. W 1939 wstąpił do Narodowej Organizacji Młodzieżowej (EON) – przybudówki partii generała Ioannisa Metaxasa, ówcześnie nazywanej faszystowską wobec europejskiej mody i zapotrzebowania politycznego na takie nazewnictwo. Dziś, czyli po z górą 70-leciu doświadczeń historycznych, historycy nie oceniają już dyktatora Metaxasa jako faszysty, pomimo że on sam mówił tak o sobie. EON zaś oceniana jest, jak się to wkrótce okazało, jako zakamuflowana forma przygotowania młodzieży do obrony Ojczyzny, w nadchodzącym już (o czym generał Metaxas wiedział) konflikcie militarnym z Włochami. Na polu społecznym EON okazała się jedyną dostępną ówcześnie formą wyrównywania szans rozwojowych młodzieży z rodzin upośledzonych ekonomicznie. W EON nie propagowano ideologii nienawiści, koncentrując się na pozytywnych wzorcach z historii Hellady.
Okres nastoletni spędził w mieście Tripolis (zamieszkał tam w 1940), gdzie po raz pierwszy zetknął się z muzyką symfoniczną – pierwszą częścią IX symfonii Ludwiga van Beethovena – co zaowocowało marzeniami o karierze kompozytora. Tam też założył chór i dał swój pierwszy, duży koncert w wieku siedemnastu lat.

### II wojna światowa
Począwszy od 6 kwietnia 1941 Grecja okupowana była przez państwa Osi. Od tego czasu Mikis pomagał głodującym dzieciom oraz żydowskim uciekinierom. 25 marca 1942 roku wziął udział w patriotycznej demonstracji przy grobie bohatera – Theodorosa Kolokotronisa, zorganizowanej z okazji rocznicy walki o wyzwolenie narodu greckiego z tureckiej, wielowiekowej niewoli. Wtedy też został po raz pierwszy aresztowany przez policję włoską za uderzenie oficera i osadzony w więzieniu, gdzie poddano go torturom. Udało mu się zbiec do Aten. W więzieniu poznał także greckich komunistów i wkrótce po tym sam wstąpił do zdelegalizowanej i represjonowanej od 1936 roku Komunistycznej Partii Grecji (KKE).
Pod koniec 1943 roku Theodorakis został po raz kolejny aresztowany. W więzieniu został ostrzeżony przez szefa włoskiej policji o prawdopodobnej rychłej kapitulacji Włoch i zajęciu Grecji przez wojska Rzeszy, z czym wiązałoby się aresztowanie Mikisa przez Gestapo.
Po wyjściu na wolność przyszły kompozytor udał się do swojej rodziny mieszkającej na dawniej cichym i zielonym przedmieściu Nea Smyrni, obecnie jednej z centralnych dzielnic Aten. Wstąpił do młodzieżowej organizacji komunistycznej EPON – największej młodzieżowej organizacji antynazistowskiej w Grecji, jednocześnie rozpoczynając studia w ateńskim Konserwatorium w klasie profesora Philoktitisa Economidisa. W domu rodziców słuchał radia BBC. Tam też poznał Myrto Alttinoglu, również należącą do EPON, z którą ożenił się dziesięć lat później.
W 1944 roku Mikis Theodorakis został aresztowany już po raz trzeci przez Gestapo. Na jego oczach zmarł zakatowany jego bliski przyjaciel, jednak sam Mikis został zwolniony z więzienia. Podobno powodem niespodziewanego zwolnienia był fakt, iż Niemcy byli zaciekawieni faktem, że w dokumentach tak młodego człowieka w rubryce „zawód” widniało słowo „kompozytor”.
Po wyjściu z więzienia Theodorakis zaciągnął się w szeregi ELAS – lewicowego, masowego ruchu partyzanckiego, w znacznej mierze inspirowanego przez KKE.

### Wojna domowa
W 1946 w Grecji wybuchła wojna domowa, w trakcie której kontynuował działalność polityczną jako zwolennik lewicy, przez co w ciągu trzech lat został kilkakrotnie aresztowany i poddany okrutnym torturom. W końcu został zesłany na wyspy Ikaria oraz Makronisos, gdzie prawie zakatowano go na śmierć. Prócz tego dwa razy zakopano go żywcem. Do końca wojny w 1948 roku wiele czasu zmuszony był żyć w ukryciu, jednocześnie starając się przez cały jej okres kontynuować i rozwijać swoją działalność związaną z muzyką i komponowaniem; zainteresował się muzyką ludową oraz popularną muzyką grecką – rebetiko. Wtedy, na Makronisos, powstała też jego pierwsza symfonia. Pomimo represji, jakich doznał wskutek swych lewicowych poglądów, po odzyskaniu wolności dążył do godzenia wrogich sobie stron konfliktu.

### Wyjazd do Paryża
Po zakończeniu wojny domowej Mikis Theodorakis kontynuował swoje studia na ateńskim Konserwatorium, następnie przeniósł się do konserwatorium w Paryżu (od 1954), gdzie studiował analizę muzyczną w klasie Oliviera Messiaena pod kierownictwem Eugene’a Bigota. Wykładowcy od razu dostrzegli nadzwyczajny talent artysty. Jego pierwsze „dojrzałe” kompozycje: „Koncert fortepianowy”, „Pierwsza suita” oraz „Pierwsza symfonia” zdobyły uznanie oraz zyskały ich autorowi znaczącą popularność. W 1957 roku zdobył złoty medal na festiwalu muzycznym w Moskwie. Następnie został przedstawiony przez Dariusa Milhauda do amerykańskiej nagrody Copley Music Prize jako Najlepszy Kompozytor Europejski za balet pt. „Antygona”, wystawiony w Covent Garden.
Do 1960 roku Theodorakis komponował przede wszystkim muzykę kameralną, symfonie, muzykę do baletów. Skomponował także 120 sirtakiów.

### Powrót do Grecji
Wraz z powrotem do ojczyzny w 1962 Mikis powrócił do komponowania greckiej muzyki. Ten okres jego twórczości zapoczątkowany został przez cykl piosenek pt. „Epitaphios”, który stanowił jednocześnie znaczący wkład w rewolucję kulturalną mającą miejsce w kraju, gdyż podążyło za nim wielu młodych artystów. Utwory Theodorakisa bazowały na największych dziełach poezji greckiej i światowej, takich jak „Epiphania”, „Małe Cyklady”, „Romiossini”, „Romancero Gitan” czy „Axion Esti”. Chciał przywrócić greckiej muzyce godność, którą, według niego, w pewnym momencie utraciła.
W 1963 kompozytor założył Małą Ateńską Orkiestrę Symfoniczną oraz Towarzystwo Muzyczne Pireusu. 1963 to także rok kolejnego wielkiego sukcesu, jakim było skomponowanie muzyki do filmu Michalisa Kakojanisa pt. Grek Zorba, która stała się nowożytnym symbolem greckiej sztuki na całym świecie. Utwór ten jest także znany jako „Taniec sirtaki”, gdyż jest wzorowany na tradycyjnym tańcu kreteńskim.
Mikis Theodorakis, pomimo swoich osiągnięć kompozytorskich, nie zaprzestał także działalności politycznej. W 1964, rok po zabójstwie lewicowego działacza – Gregorisa Lambrakisa, w które zamieszane były władze kraju, założył Młodzieżówkę Demokratyczną im. Lambrakisa. W tym samym roku został też członkiem Parlamentu z ramienia lewicowej partii EDA. Do tego czasu zagrał wiele koncertów, jednak z powodu swoich radykalnych poglądów politycznych wiele jego utworów było cenzurowanych bądź też w ogóle nie dopuszczano ich do emisji na antenach stacji radiowych. Mimo to ten okres w życiu artysty uważany jest za szczyt jego kariery kompozytorskiej.

### Okres greckiej junty
21 kwietnia 1967 władzę w Grecji, po zorganizowaniu puczu, przejęła junta wojskowa. W związku z tym wydarzeniem Theodorakis został działaczem podziemia, zakładając organizację Front Patriotyczny. Przedtem władze wydały dekret nr 13, który, jako jeden z pierwszych wydanych przez nowy rząd, zabraniał grania oraz słuchania jego muzyki. 21 sierpnia Mikis został również umieszczony w areszcie na okres pięciu miesięcy. Rok później został zesłany do Zatouny wraz z żoną Myrto oraz dwójką dzieci – Margaritą i Yorgosem. Mimo zamknięcia i izolacji był w stanie przemycać wiadomości do przeciwników dyktatury oraz swoje nowo skomponowane utwory do świata zewnętrznego.
Stan zdrowia Mikisa znacznie się pogorszył, kiedy internowano go w obozie Oropos. W 1969 jego przyjaciel – John Barry, przemycił taśmy nagrane przez kompozytora w więzieniu, na których Theodorakis nagrał swoje nowe wiersze, piosenki, a także opis warunków uwięzienia. Barry przedstawił taśmy U Thantowi, ówczesnemu sekretarzowi generalnemu ONZ oraz opinii publicznej.
Na całym świecie powstały komitety zabiegające o zwolnienie artysty. 21 członków Akademii Sztuk Pięknych w Berlinie wystosowało petycję w tej sprawie do greckiego ministra spraw wewnętrznych; podpisali ją m.in. Igor Strawinski, Boris Blacher, Pierre Boulez, Luigi Dallapiccola, Johann Nepomuk David, Paul Dessau, Wolfgang Fortner, Hans Werner Henze, Giselher Klebe, Ernst Křenek, Rolf Liebermann, Ernst Pepping, Bernd Alois Zimmermann. Na czele podobnego komitetu w ZSRR stanął Dmitrij Szostakowicz, w USA natomiast – Leonard Bernstein, Arthur Miller, Edward Albee, Harry Belafonte oraz Arthur M. Schlesinger Jr. Ich wysiłki zakończyły się sukcesem. Na prośbę francuskiego polityka – Jeana-Jacques’a Servana-Schreibera Theodorakis uzyskał też zgodę opuszczenie kraju 13 kwietnia 1970.

### Życie na wygnaniu
Po opuszczeniu kraju Mikis Theodorakis zaczął podróżować po świecie, niemal wszystkie swoje działania podporządkowując walce o przywrócenie demokracji w swojej ojczyźnie; liczne koncerty, które dawał w tym okresie, były również częścią tej działalności. Kompozytor spotykał się i rozmawiał z narodowymi przywódcami oraz dygnitarzami państwowymi różnych krajów, m.in. Pablem Nerudą, Salvadorem Allende, Gamalem Abdelem Nasserem, Tito, Jigalem Allonem, Jasirem Arafatem, François Mitterrandem i Olofem Palmem. Dążąc do zjednoczenia lewicowych stronnictw Grecji, rozpoczęcia współpracy pomiędzy wszystkimi siłami opozycji oraz rozwiązania problemu Cypru, a także solidaryzując się z innymi narodami walczącymi o wolność, m.in. Kurdami, Chilijczykami i Palestyńczykami, stał się międzynarodowym symbolem oporu przeciw dyktaturze i tyranii.
W 1972 Theodorakis udał się w podróż do Izraela, gdzie przebywał miesiąc, po czym pojechał do Bejrutu, aby tam przekazać wiadomość od izraelskiego premiera do Jasira Arafata w ramach starań o przywrócenie pokoju w regionie. Jego utwór pt. „Mauthausen”, bazujący na poezji Iakovosa Kambanellisa, Greka umieszczonego w obozie koncentracyjnym, stał się bardzo popularny w Izraelu. W tym samym czasie zgodził się na prośbę Palestyńczyków napisać hymn wyrażający ich dążenie do posiadania własnego kraju. Kiedy później izraelscy oraz palestyńscy przywódcy spotkali się po raz pierwszy w Skandynawii, Mikis poproszony został o zagranie obydwu wyżej wymienionych utworów jako symbol starań o pokój i pojednanie pomiędzy dwoma zwaśnionymi narodami.
Solidarność i zrozumienie dla walki Theodorakisa, czego doświadczył w Skandynawii, sprawiły, że wszystkie kraje skandynawskie były mu szczególnie bliskie. Znalazło to także odbicie w jego ówczesnej twórczości – wiele koncertów w tym czasie zagrał wspólnie ze skandynawskimi artystami. Z tego okresu pochodzi muzyka, którą Mikis napisał do słów utworów „Axion Esti” i „Canto General” autorstwa noblistów Odysseusa Elytisa i Pabla Nerudy.
Podczas wizyty w Szwecji artysta zaprzyjaźnił się z tamtejszym premierem – Olofem Palme, na którego pogrzebie zgodnie z przedśmiertnym życzeniem odegrano „Hymn wolności” skomponowany przez Greka.
Ukoronowaniem marzeń i dążeń Mikisa Theodorakisa miało być utworzenie Narodowej Rady Opozycji, jednak gdy to się nie udało, doszedł on do wniosku, że jedyną realną szansą na zmianę ówczesnej sytuacji było powołanie cywilnego rządu oraz objęcie stanowiska prezydenta przez dawnego konserwatywnego przywódcę, Konstandinosa Karamanlisa. W 1973, kiedy zrodził się ten pomysł, wydawało się to nierealne, jednak już rok później, pod wpływem problemów wewnętrznych państwa, międzynarodowego niezadowolenia oraz z powodu tragicznych wydarzeń na Cyprze wojskowy reżim wezwał Karamanlisa do powrotu do kraju i przekazał mu władzę w lipcu 1974.

### Ponowny powrót do kraju
24 lipca 1974, tuż po obaleniu dyktatury, powrócił po raz kolejny do rodzinnej Grecji jako bohater narodowy (na lotnisku witał go dziesięciotysięczny tłum) i zaangażował się w sprawy państwa, nie przestając jednocześnie komponować i dawać koncertów w kraju i za granicą. Mimo ogromnej popularności został raczej chłodno przyjęty przez środowiska lewicowe, które od zawsze wspierał, z powodu podejrzeń o zwrócenie się w kierunku prawicy. W rzeczywistości Mikis uważał nowo powstałą demokrację za słabą i chciał ją umocnić, nie ustając jednak w swych wieloletnich dążeniach do zjednoczenia podzielonej greckiej lewicy.
W 1976 założył Ruch Dla Kultury i Pokoju, początkowo zrzeszający wielu młodych ludzi, niezależnie od przekonań politycznych. Rok później na Krecie był inicjatorem dyskusji „Kultura i socjalizm”, na której obecni byli m.in. Roger Garaudy i François Mitterrand.
W latach osiemdziesiątych zaznaczał się coraz większy rozdźwięk pomiędzy poglądami Theodorakisa a partiami lewicowymi, w szczególności Komunistyczną Partią Grecji.
W latach 1981–1986 był członkiem greckiego parlamentu. W międzyczasie (1983) przyznano mu Leninowską Nagrodę Pokoju oraz ukończył swoją pierwszą operę – „Kostas Kariotakis – The Metamorphosis of Dionysus”, wystawioną w operze ateńskiej.
Po eksplozji w elektrowni w Czarnobylu odbył trasę koncertową po Europie, wyrażając swój przeciw wobec używania energii jądrowej.
Wraz z tureckim muzykiem – Zülfü Livanelim, założył Towarzystwo Przyjaźni Grecko-Tureckiej, co było wynikiem jego wcześniejszej podróży do Turcji, podczas której m.in. spotykał się z tamtejszymi intelektualistami i artystami, dyskutując o problemach tureckiej demokracji oraz naruszaniu praw człowieka w tym kraju. Podobna organizacja powstała także w samej Turcji. Przyłączyło się do niej wielu znanych uczonych, polityków i artystów. Pomimo faktu, że za podjęte kroki w kierunku pojednania dwóch narodów był wielokrotnie atakowany przez rząd PASOK w swoim ojczystym kraju, Theodorakis zgodził się przekazać wiadomość od greckiego premiera do tureckiego. W sprawie stosunków grecko-tureckich spotykał się później także z międzynarodowymi przywódcami.

### Kariera w szeregach partii władzy
W 1981 roku został wybrany posłem parlamentu z ramienia Partii Komunistycznej Grecji, otrzymując 13 785 głosów. Został ponownie wybrany w 1985 roku. Latem 1989 socjaliści z centrolewicy PASOK, mimo że to po raz trzeci wygrali wybory parlamentarne, nie zdołali już sami sformować rządu. Lewica odmówiła współpracy i władza dostała się wtedy w ręce koalicji prawicowo-lewicowej. Przekonany o korupcji, dotykającej rządzącą Grecją centrolewicę PASOK, w 1989 r. Theodorakis był współautorem projektu, aby partia prawicy Nowa Demokracja oraz koalicja lewicy, która wtedy powstała jako Koalicja Ruchów Lewicy i Postępu – Synaspismós (w tym Komunistyczna Partia Grecji i inni), połączyły siły, celem pokonania centro-lewicowego frontu socjalistycznego PASOK i stworzenia rządu tak, aby zarzuty o korupcję (według prawa parlamentarnego) nie uległy przedawnieniu. Na fali oburzenia społecznego, gdy to członkowie skrajnie lewicowej grupy terrorystycznej „17-Noemvriou” zamordowali prowokacyjnie jednego z deputowanych i zięcia przywódcy Nowej Demokracji, Mikis Theodorakis również zaoferował swą pomoc konserwatystom. Rząd lewicy wraz z prawicowymi partnerami przetrwał od lipca do października 1989 r.
W okresie tego rządu połączonymi siłami lewicy i prawicy uchwalono bardzo ważną ustawę o zniszczeniu teczek osobowych tajnych służb i o dalszej, rygorystycznej ochronie danych osobowych oraz prywatności obywateli, także w przyszłości. Jakkolwiek ustawa ta może być uważana za milowy kamień na drodze do zgody narodowej, stanowi ona także poważniejszy gatunkowo odpowiednik polskiej grubej, czarnej kreski. Równocześnie z unieważnieniem zbiorów teczek osobowych uniemożliwiono posługiwanie się niemal wszelkimi, wrażliwymi dla zainteresowanych danymi, zawierającymi personalia osoby. Mimo ich istnienia w archiwach nikt nie miał prawa ich gromadzić w celu tworzenia biografii czy publikacji prasowej. Wyjątkami są mogą być tylko: zgoda sądu, zgoda samej zainteresowanej osoby oraz badania prowadzone przez instytucje naukowe. Wolno też przytoczyć artykuł z gazety, ukazującej się legalnie sprzed dnia wejścia w życie ustawy.
Po rozwiązaniu rządu prawicowo-lewicowego i po wyborach w których lewica poniosła klęskę (1/4 głosów mniej) powstał rząd popierany poprzez wszystkie partie (Nowa Demokracja, PASOK, Lewica). Zdołał trwać około pół roku. W następnym rządzie (prawicy) Theodorakis był niezależnym posłem z ramienia Nowej Demokracji oraz pełnił jeszcze funkcję ministra bez teki w rządzie premiera Konstantinosa Mitsotakisa. Następnie (honorowo, gdyż spotykał się z potępieniem wielu osób z grona lewicy) wycofał się z kariery politycznej w 1993.
W ostatnim testamencie politycznym napisanym do I sekretarza Partii Komunistycznej Grecji oznajmił: „Teraz pod koniec mojego życia, w momencie rozliczenia, szczegóły znikają z mojej pamięci, a „Wielkie Czyny” pozostają. Tak widzę, że najbardziej krytyczne, silne i dojrzałe lata spędziłem pod sztandarem Komunistycznej Partii Grecji. Dlatego chcę opuścić ten świat jako komunista.” 

### Dalsza kariera artystyczna i działalność społeczna
Wejście byłego komunisty i autorytetu moralnego w skład rządu prawicy, jakkolwiek wywołało szczególnie mocno mieszane uczucia w dużej części społeczeństwa, zwłaszcza lewicy, otworzyło jednak też przed kompozytorem nieosiągalne dawniej możliwości samorealizacji, jako niewątpliwie wielkiego narodowego artysty, a przy tym w dalszym ciągu społecznika.
Podczas kolejnych podróży i koncertów ciągle starał się więc także poruszać problem praw człowieka oraz wzywał do rozwiązania problemów na Cyprze, wspierany przez Amnesty International. Odwiedził także po raz kolejny Turcję, w Albanii działał na rzecz poprawy stosunków z Grecją oraz obrony praw greckiej mniejszości narodowej.
Jednym z jego największych marzeń w tym okresie było zorganizowanie spotkania polityków, artystów, filozofów oraz intelektualistów europejskich, którego celem miało być przedyskutowanie problemów pokoju na świecie, krajów trzeciego świata oraz postindustrialnego społeczeństwa. Artysta nazywał swoją ideę „olimpiadą dusz”. Chciał, aby przy okazji tych spotkań odbywały się festiwale kulturowe, na których przedstawiciele państw całego świata prezentowaliby osiągnięcia swoich narodów w dziedzinie literatury, poezji, muzyki itp. Marzenie to pozostało niezrealizowane, jednak Mikisowi udało się wcześniej (w 1988 roku) zorganizować jego namiastkę w Niemczech, gdzie do debaty zasiedli prawnicy, politycy, artyści i filozofowie różnych krajów. Spotkania w Niemczech, jak i sama niezrealizowana idea, była też inspiracją powstania ruchu Culture for Peace.
Kolejną organizacją założoną przez greckiego artystę był komitet pomagający Kurdom prześladowanym w Turcji. W tym samym okresie wysłał też list do Jasira Arafata, w którym potępił zamachy terrorystyczne, które przypisywano Palestyńczykom, oraz wezwał go do dążenia do wolności na drodze pokojowej. Wstąpił również w szeregi komitetu działającego na rzecz uwolnienia Nelsona Mandeli i pokoju w Południowej Afryce.
W 1993 został Generalnym Dyrektorem Muzycznym Wielkiej Orkiestry Symfonicznej Greckiego Radia i Telewizji. Podróżując z nią, został uhonorowany przez Senat USA za zasługi dla kultury i ludzkości.
1994 to czas kolejnego tournée po Europie. Zainspirowany przez organizację Doctors Without Borders nazwał je „Music Without Borders”. W 1995 w Luksemburgu miała miejsce premiera jego trzeciej opery pt. „Elektra”. Dwa lata później w Skopiu odbył się jego koncert, któremu przyświecała idea poprawy stosunków pomiędzy Grecją i Republiką Macedonii.
Tuż po zakończeniu jednej trasy koncertowej po Europie, jeszcze w r. 1994, rozpoczął kolejną, wspólnie z tureckim kompozytorem Zülfü Livanelim, jednak musiał ją przerwać z powodu problemów zdrowotnych. Mimo to dwaj kompozytorzy wydali płytę pt. „Together”, która była dystrybuowana na kontynencie.
W 1998 odbył się koncert Mikisa Theodorakisa z okazji setnej rocznicy International Commission for Human Rights.
W 1999 wystosował apel potępiający bombardowanie Serbii przez NATO bez porozumienia z ONZ. Zagrał też koncerty w Kosowie i Belgradzie w imię pokoju oraz spotkał się ze Slobodanem Miloševiciem, aby przedyskutować ten problem. Kolejne koncerty miały miejsce po trzęsieniach ziemi w Turcji oraz Grecji. Odbył je razem z Livanelim w obu państwach, aby pomóc ofiarom dotkniętym tymi klęskami żywiołowymi.
1999 rok był także rokiem premiery ostatniej opery należącej do trylogii inspirowanej klasyczną, grecką tragedią – „Antygony”.
W 2000 roku Theodorakis został nominowany do Pokojowej Nagrody Nobla. Posiadał tytuł doctora honoris causa kilku uczelni. Przebywając na emeryturze, nadal angażował się w życie społeczne i polityczne. W 2003 roku wyraził sprzeciw wobec wojny w Iraku. W 2005 został laureatem „Russian International St Andrew the First Called Prize” oraz „IMC UNESCO International Music Prize”.
W czerwcu 2016, zaproszony na duże spotkanie organizowane na swą cześć w mieście Chania, oświadczył, że w obecnej sytuacji Grecja wymaga rewolucji. Toteż gdyby był młodszy sam ująłby „kałasznikowa” i wyszedłby z nim na place miast.

### Choroba i śmierć
26 lutego 2019 Theodorakis trafił do szpitala z powodu problemów z sercem. 8 marca 2019 przeszedł operację wszczepienia rozrusznika serca w nieujawnionym szpitalu w Atenach. Zmarł 2 września 2021 z powodu zatrzymania krążenia.

## Odznaczenia
- Wielki Oficer Orderu Zasługi Wielkiego Księstwa Luksemburga – 2005[8]
- Komandor Orderu Narodowego Legii Honorowej – 2007, Francja[9]
- Order Przyjaźni – 2007, Rosja[10]

## Twórczość

### Piosenki oraz cykle piosenek
Mikis Theodorakis był autorem ponad stu piosenek, których melodie stały się elementem dziedzictwa kulturowego Grecji. Do najsłynniejszych z nich należą m.in. „Sto perigiali”, „Kaimos”, „Aprilis”, „Doxa to theo!” (Δόξα τω θεώ!), „Sotiris Petroulas” (Σωτήρης Πέτρουλας), „Lipotaktes”, „Stis nichtas to balkoni” (Στης νύχτας το μπαλκόνι), „Agapi mou”, „Pou petaxe t’agori mou”, „Anixe ligo to parathiro”, „O ipnos se tilixe”, „To gelasto pedi”, „Dendro to dendro”, „O Andonis”. Bazują na dziełach sławnych poetów greckich, takich jak: „Epitaphios”, „Archipelagos”, „Politia”, „Epiphania”, „The Hostage”, „Mykres Kyklades”, „Mauthausen”, „Romiossini”, „Sun and Time”, „Songs for Andreas”, „Mythology”, „Night of Death”, „Ta Lyrika”, „The Quarters of the World”, „Dionysos”, „Phaedra”, „Mia Thalassa”, „Ta lyrikotera” (Τα λυρικότερα), „Ta lyrikotata”, „Erimia”.

### Utwory symfoniczne
- 1952: Piano Concerto „Helikon”
- 1953: Symphony No 1 („Proti Simfonia”)
- 1954–1959: 3 Orchestral Suites
- 1958: Piano Concerto
- 1981: Symphony No 2 („The Song of the Earth”; text: Mikis Theodorakis) for children’s choir, piano, and orchestra
- 1981: Symphony No 3 (texts: D. Solomos; K. Kavafis; Byzantine hymns) for soprano, choir, and orchestra
- 1983: Symphony No 7 („Spring-Symphony”; texts: Yannis Ritsos; Yorgos Kulukis) for four soloists, choir, and orchestra
- 1986–1987: Symphony No 4 („Of Choirs”) for soprano, mezzo, narrator, choir, and symphonic orchestra without strings
- 1995: Rhapsody for Guitar and Orchestra
- 1996: Rhapsody for Cello and Orchestra

### Muzyka kameralna
- 1942: Sonatina for piano
- 1945: Elegy No 1, for cello and piano
- 1945: Elegy No 2, for violin and piano
- 1946: To Kimitiro (The Cemetery), for string quartet
- 1946: String Quartet No 1
- 1946: Duetto, for two violins
- 1947: Trio, for violin, cello and piano
- 1947: 11 Preludes, for piano
- 1947: Sexteto, for piano, flute and string quartet
- 1949: Study, for two violins and cello
- 1952: Syrtos Chaniotikos, for piano and percussion
- 1952: Sonatina No 1, for violin and piano
- 1955: Little Suite, for piano
- 1955: Passacaglia, for two pianos
- 1959: Sonatina No 2, for violin and piano
- 1989: Choros Assikikos (Galant Dances) for violoncello solo

### Kantaty i oratoria
- 1960: Άξιον εστί (Aksion Esti, „Godzien jest”) – oratorium, tekst: Odysseas Elytis
- 1969: Πνευματικό εμβατήριο (Pnewmatiko emvatirio, „Marsz Ducha”) – oratorium, tekst: Angelos Sikelianos
- 1971–1982: Canto General (Pieśń Powszechna) – oratorium, tekst: Pablo Neruda
- 1981–1982: Kata Saddukaion Pathi (Sadducean-Passion; text: Michalis Katsaros) for tenor, baritone, bass, choir, and orchestra
- 1982: Liturgy No 2 (To children, killed in War); texts: Tassos Livaditis, Mikis Theodorakis
- 1982–1983: Lorca for voice, solo guitar, choir, and orchestra (based on Romancero Gitan)
- 1992: Canto Olympico

### Hymny
- 1970: Hymn for Nasser
- 1973: Hymn for the Socialist Movement in Venezuela
- 1973: Hymn for the Students. dedicated to the victims of Polytechnical School in Athens (18.11.)
- 1977: Hymn of the French Socialist Party
- 1978: Hymn for Malta
- 1982: Hymn of P.L.O.
- 1991: Hymn of the Mediterranean Games
- 1992: Hellenism (Greek Hymn for the opening ceremony of the Olympic Games of Barcelona)

### Balety
- 1953: „Greek Carnival” (choreografia: Rallou Manou)
- 1958: „Le Feu aux Poudres” (choreografia: Paul Goubé)
- 1958: „Les Amants de Teruel” (choreografia: Milko Sparembleck)
- 1959: „Antigone” (choreografia: John Cranko)
- 1972: „Antigone in Jail” (choreografia: Micha van Hoecke)
- 1979: „Elektra” (choreografia: Serge Kenten)
- 1983: „Sept Danses Grecques” (choreografia: Maurice Béjart)
- 1987–1988: „Zorba il Greco” (choreografia: Lorca Massine)

### Opery
- 1984–1985: „Kostas Karyotakis”
- 1988–1990: „Medea”
- 1992–1993: „Elektra”
- 1995–1996: „Antygona”
- 1999–2001: „Lysistrata”

### Muzyka sceniczna

#### Klasyczne tragedie
- 1959–1960: „Phinisses” (Eurypides)
- 1960–1961: „Ajax” (Sofokles)
- 1965: „Troades” (Eurypides)
- 1966–1967: „Lysistrata” (Arystofanes)
- 1977: „Iketides” (Ajschylos)
- 1979: „Ippies” (Arystofanes)
- 1986–1988: „Oresteia”: „Agamemnon”, „Choephores”, „Eumenides” (Ajschylos)
- 1987: „Ekavi” (Eurypides)
- 1990: „Antygona” (Sofokles)
- 1992: „Prometheus Desmotis” (Ajschylos)
- 1996: „Król Edyp” (Sofokles)
- 2001: „Medea” (Eurypides)

#### Współczesne sztuki
- 1960–1962: „To Tragoudi tou Nekrou Adelfou” („Ballad of the Dead Brother”), muzyczna tragedia (tekst: Mikis Theodorakis)
- 1961–1962: „Omorphi Poli” („Beautiful City”), rewia (Bost, Christodoulou, Christofelis, et al.)
- 1963: „I Gitonia ton Angelon” („The Quarter of Angels”), dramat muzyczny (Iakovos Kabanellis)
- 1963: „Magiki Poli” („Enchanted City”), rewia (Theodorakis, Pergialis, Katsaros)
- 1971: „Antigoni stin Filaki” („Antigone in Jail”), dramat (Yannis Ritsos)
- 1974: „Prodomenos Laos” („Betrayed People”), muzyka dla teatru (Vangelis Goufas)
- 1975: „Echtros Laos” („Enemy People”), dramat (Iakovos Kabanellis)
- 1975: „Christophorus Kolumbus”, dramat (Nikos Kazandzakis)
- 1976: „Kapodistrias”, dramat (Nikos Kazandzakis)
- 1977: „O Allos Alexandros” („The Other Alexander”), dramat (Margarita Limberaki)
- 1979: „Papflessas”, sztuka (Spiros Melas)

#### Teatr międzynarodowy
- 1961: „Enas Omiros” („The Hostage”), dramat (Brendan Behan)
- 1963: „The Chinese Wall”, dramat (Max Frisch)
- 1975: „Das Sauspiel”, tragikomedia (Martin Walser)
- 1979: „Caligula”, dramat (Albert Camus)
- 1978: „Polites B’ Katigorias” („Second-Class Citizens”), drama (Brian Friel)
- 1980: „Perikles”, tragedia (William Szekspir)
- 1994: „Macbeth”, tragedia (William Szekspir)

#### Filmy
- 1960: „Ill Met by Moonlight”
- 1960: „Honeymoon” (Luna de miel)
- 1960: „Faces in the Dark”
- 1961: „The Shadow of the Cat”
- 1961: „Phaedra”
- 1961–1962: „Les Amants de Téruel”
- 1961–1962: „Five Miles to Midnight”
- 1961–1962: „Elektra”
- 1964: „Grek Zorba”
- 1967: „The Day the Fish came out”
- 1969: „Z”
- 1972: „State of Siege”
- 1973: „Serpico”
- 1974: „The Rehearsal”
- 1976: „Actas de Marousia”
- 1977–1978: „Iphigenia”
- 1980: „The Man with the Carnation”